# Flisa
Flisa is een plaats in de Noorse gemeente Åsnes, provincie Innlandet. Flisa telt 1540 inwoners (2007) en heeft een oppervlakte van 2,16 km².